# Nord N.1750 Norelfe
Il Nord N.1750 Norelfe era un elicottero sperimentale progettato da Jean Cantinieau e costruito dall'azienda francese Société nationale de constructions aéronautiques du Nord (SNCAN).
Sviluppato parallelamente allo spagnolo Aerotécnica AC-12, anch'esso disegnato dal progettista francese, Cantinieau ne sviluppò una versione triposto motorizzata con una turbina Turboméca Artouste I il cui gas di scarico veniva incanalato nella trave di coda ed utilizzati per contrastare l'imbardata indesiderata generata dal rotore principale, secondo quanto spiegato dalla legge di conservazione del momento angolare, direzionando opportunamente il flusso d'aria in uscita.

## Nord N.1750 Norelfe
Dopo aver acquistato la licenza per la produzione, la SNCAN realizzò 2 prototipi, il primo, matricola civile F-WGVZ, portato in volo per la prima volta il 28 dicembre 1954. I prototipi seguivano le linee generali dell'AC-12, ma la turbina venne posizionata dietro il rotore, con un notevole miglioramento della visibilità superiore, e la testa del rotore venne chiusa in una grande struttura sferica. Ritenendo di essere troppo occupata con lo sviluppo di altri progetti per seguire adeguatamente il Norelfe, la SNCAN cedette i due prototipi realizzati ed i diritti di produzione all'azienda spagnola Aerotécnica S.A..

## Aerotécnica AC-13A
Ridesignazione spagnola dei prototipi Norelfe. Dopo un periodo molto lungo di prove, l'Aerotécnica ne sviluppò un programma per elicottero utility a 5 posti, l'AC-14.